# Keiō-Universität

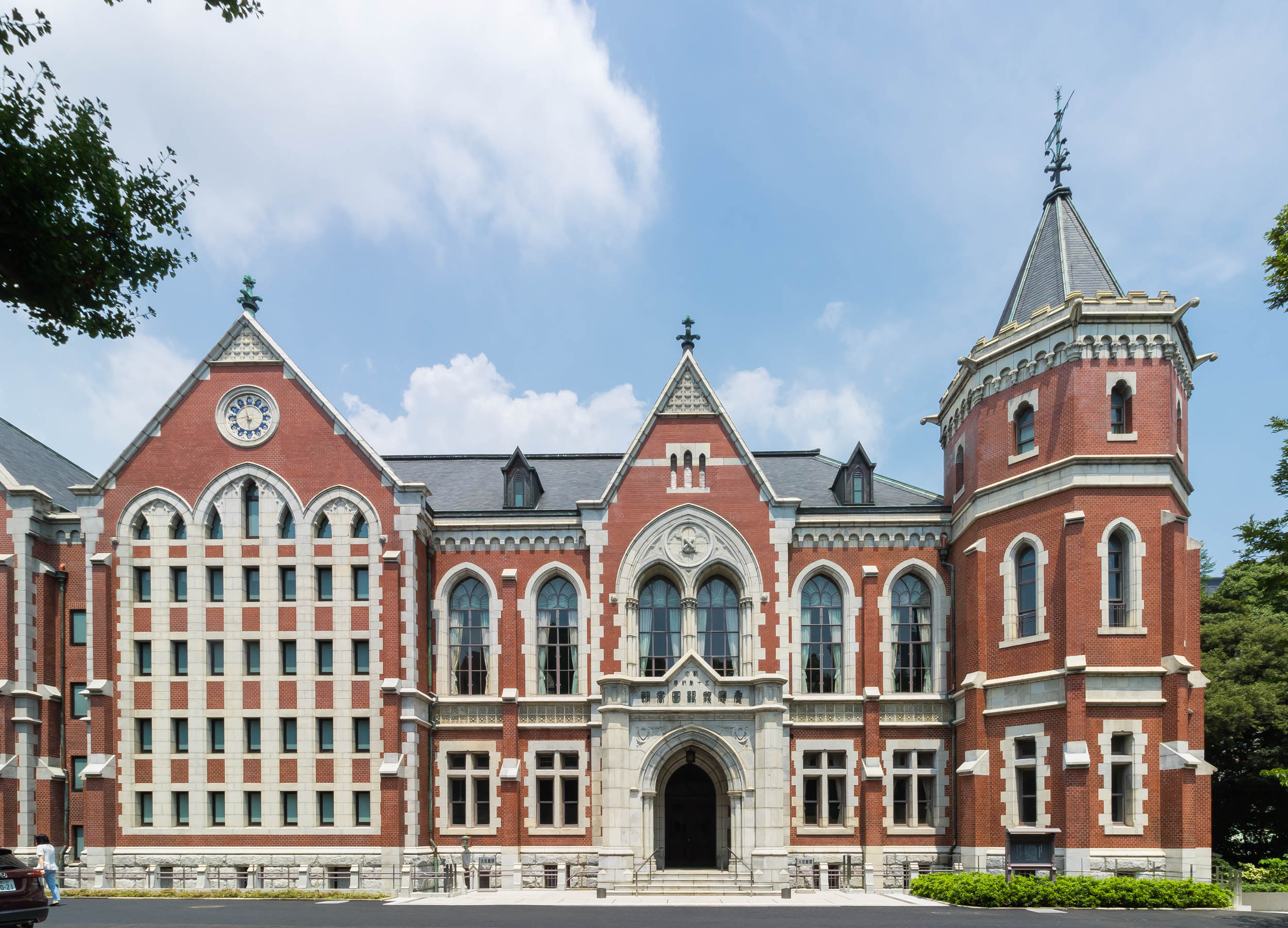
Keiō-Universität

Die Keiō-Universität (japanisch 慶應義塾大学 Keiō gijuku daigaku) in Tokio, genannt auch Universität Keio,  ist eine Elite-Privatuniversität in Japan.

## Beschreibung
Die Universität wurde 1858 von Fukuzawa Yukichi als Rangaku-juku – Schule für westliche Studien – gegründet, gab sich 1868 (Jahr 4 der Keiō-Ära nach japanischer Zeitrechnung) ihren heutigen Namen Keiō Gijuku (慶應義塾, deutsch „Keiō-Privatschule“), richtete 1890 ihre erste Hochschulfakultät ein und wirbt für sich als älteste Hochschule Japans.
Die Universität wetteifert mit der Waseda-Universität um den Platz der bedeutendsten Privatuniversität Japans. Der Besuch einer dieser prestigeträchtigen Schulen ist, anders als bei den staatlichen Elite-Universitäten wie der Universität Tokio, Universität Tōhoku und der Universität Kyōto, nicht unabdingbar an die schwerste Aufnahmeprüfung des Landes geknüpft. Umgangssprachlich werden die männlichen Studierenden manchmal als „Keiō-Boys“ bezeichnet.
Es gibt: Literatur, Wirtschaftswissenschaft, Jura, Handelswissenschaft, Medizin, Technologie, Policy Management, Environment and Information Studies, Nursing and Medical Care. Zudem ist die Universität seit 1996 asiatische Hostorganisation des World Wide Web Consortiums. Insgesamt studieren an der Keiō-Universität 33.469 Studenten (Stand 2021).
Es gibt sieben Standorte:
- Mita-Campus (Mita, Minato-ku, Tōkyō)
- Hiyoshi-Campus (Kōhoku-ku, Yokohama)
- Shinanomachi-Campus (Shinjuku-ku, Tōkyō)
- Yagami-Campus (Kōhoku-ku, Yokohama)
- Shōnan-Fujisawa-Campus (Fujisawa (Kanagawa))
- Shin-Kawasaki-Campus (Kawasaki (Kanagawa))
- Tsuruoka-Campus (Tsuruoka)

Keiō Gijuku betreibt neben der Universität auch noch Grundschulen, Mittelschulen und Oberschulen.

## Bekannte Absolventen
Die Universität hat mit über 320.000 Alumni auch eine Vielzahl berühmter Absolventen. Darunter sind beispielsweise der amtierende Ministerpräsident Shigeru Ishiba (seit 2024) sowie drei ehemalige Ministerpräsidenten Japans, nämlich Junichiro Koizumi (2001–2006), Ryūtarō Hashimoto (1996–1998) und Tsuyoshi Inukai (1931–1932). Weiter gibt es weit über 200 ehemalige Absolventen, welche CEOs von großen nationalen und internationalen Unternehmungen sind wie beispielsweise Akio Toyoda (CEO von Toyota), Taizo Nishimuro (CEO Tokyo Stock Exchange) oder Yuzaburo Mogi (CEO Kikkoman). Damit hat die Universität die landesweite Spitzenposition von Absolventen in solchen Führungspositionen inne.
- Kazuyoshi Kaneko (* 1942), Politiker
- Yūki Furukawa (* 1987), Schauspieler
- Ryūtarō Hashimoto (1937–2006), Politiker
- Rei Kawakubo (* 1942), Modedesignerin
- Jun’ichirō Koizumi (* 1942), Politiker
- Misako Konno (* 1960), Schauspielerin und Autorin
- Inukai Tsuyoshi (1855–1932), Politiker
- Eiji Okada (1920–1995), Schauspieler
- Ichirō Ozawa (* 1942), Politiker
- Shō Sakurai (* 1982), Sänger und Schauspieler
- Ryū Shionoya (* 1950), Politiker
- Kōji Suzuki (* 1957), Schriftsteller

## Bekannte Professoren
- Takemitsu Morikawa (* 1969), Soziologe
- Matteo Poli (* 1973), Architekt
- Hiroshi Shimizu (* 1947), Entwickler von Elektroautos
- Heizō Takenaka (Wirtschaftspolitik)